# Hoshihananomia transsylvanica
Hoshihananomia transsylvanica  (лат.) — вид жуков рода Hoshihananomia, семейства Шипоноски (Mordellidae). Впервые описан в 1977 году венгерским(?) энтомологом К. Эрмишем.

## Распространение, описание
Эндемик Румынии; распространён в Трансильвании.
Точные сведения об описании таксона отсутствуют.

## Замечания по охране
Не значится в природоохранной базе Международного союза охраны природы.